# Lista de editores-chefe da Marvel Comics
A editora de banda desenhada Marvel Comics já teve diversos escritores e artistas famosos ocupando o cargo de Editor-Chefe, sendo que, geralmente, cada "gestão" de um editor corresponde a determinado período na história da editora, com rumos e ênfases diferentes a cada fase. No atual momento, 12 pessoas já ocuparam o cargo (não contando os integrantes do Grupo de Editores-chefe).

## Lista dos editores

### Joe Simon(1939-1941)
Cocriador do personagem Capitão América, foi responsável pela contratação de Stan Lee.

### Len Wein(1974-1975)
Ele editava os títulos coloridos.

### Marv Wolfman(1974-1976)
Marv Wolfman inicialmente ficou responsável pelos títulos em Preto e Branco, e a partir de 1975, pelos coloridos, logo após a saída de Len Wein.

### Gerry Conway(1976-1976)
Ficou pouco tempo no cargo, aproximadamente um mês.

### Grupo de Editores-chefe (1994-1995)
- Mark Gruenwald: Editorava o Universo Marvel (Marvel Universe);
- Bob Harras: Editorava X-Men e Homem-aranha;
- Bobby Chase: Era responsável pela linha dos Filhos da Meia-noite (Midnight Sons) e Entretenimento (General Entertainment)

### Bob Harras(1995-2000)
A sua gestão foi marcada por grandes sagas, e também por algumas dificuldades financeiras (que quase levaram a companhia à bancarrota).

### Joe Quesada(2000-2010)
Já havia sido o editor da linha Marvel Knights, tendo trazido diversos artistas (tais como David Mack, Mike Oeming, Brian Michael Bendis, Garth Ennis, e Steve Dillon) para os novos títulos dessa linha. Por conta do sucesso desse selo, Quesada assumiu o cargo de Editor-Chefe, tornando-se o primeiro hispânico a assumir esse cargo.

### C.B. Cebulski (2017-presente)
Então vice-presidente internacional de gerenciamento de marca da Marvel, Cebulski foi anunciado como novo editor-chefe em novembro de 2017.